# Lundslok
Lundslok (Melica uniflora) är en växtart i familjen gräs.